# Perry McCarty
Perry Lee McCarty (* 29. Oktober 1931 in Grosse Pointe, Michigan; † 4. Juni 2023 in Stanford, Kalifornien) war ein US-amerikanischer Bauingenieur, Spezialist für Umweltingenieurwesen und Hochschullehrer an der Stanford University.

## Leben
McCarty studierte Bauingenieurwesen an der Wayne State University mit dem Bachelor-Abschluss 1953 und Sanitäringenieurwesen (Sanitary Engineering) am Massachusetts Institute of Technology, an dem er 1957 seinen Master-Abschluss erhielt und 1959 promoviert wurde. Ab 1962 war er Professor an der Stanford University, zuerst als Associate Professor und zuletzt ab 1975 als Silas H. Palmer Professor für Bauingenieurwesen. 1980 bis 1985 stand er der Abteilung Bau- und Umweltingenieurswesen vor. 1989 bis 2002 war er Direktor des Western Region Hazardous Substance Research Center.
2004 bis 2007 war er auch Professor an der Universität Tsinghua.
Er befasste sich mit Wasserqualität und biologischen Prozessen zur Kontrolle von Umweltverschmutzung, zum Beispiel Stickstoffbeseitigung, Abwasserbehandlung und Wiederverwendung von Abwasser, Bewegung und Kontrolle von kontaminierenden Stoffen im Grundwasser.
Er war Fellow der American Academy of Arts and Sciences (1996), der American Academy of Microbiology und der American Association for the Advancement of Science. 1977 wurde er Mitglied der National Academy of Engineering. Er erhielt 1992 den John and Alice Tyler Prize for Environmental Achievement, 1995 die Croes Medal der ASCE, 1997 den Athalie Richardson Irvine Clarke Prize for Outstanding Achievements in Water Science and Technology und 2007 den Stockholm Water Prize. 1992 wurde er Ehrendoktor der Colorado School of Mines.